# Deroplatys angustata
Deroplatys angustata är en bönsyrseart som beskrevs av John Obadiah Westwood 1845. Deroplatys angustata ingår i släktet Deroplatys och familjen Mantidae. Inga underarter finns listade i Catalogue of Life.